# Trolejbusy w Olmaliqu
Trolejbusy w Olmaliqu− zlikwidowany system komunikacji trolejbusowej w Olmaliqu w Uzbekistanie.
Trolejbusy w Olmaliqu uruchomiono w 1967. Działały m.in. linie:
- 2: osiedle Oydin - kopalnia Qalmoqqir (działała w dni powszednie)
- 6: osiedle 5/2 - główny rynek

Trolejbusy w Olmaliqu zlikwidowano w lutym 2009.

## Tabor
W Olmaliq eksploatowano 5 trolejbusów ZiU-9:
- ZiU-682G-012 [G0A] 3 sztuk
- ZiU-682V-012 [V0A] 2 sztuki